# Tritocosmia atricilla
Tritocosmia atricilla är en skalbaggsart som beskrevs av Newman 1850. Tritocosmia atricilla ingår i släktet Tritocosmia och familjen långhorningar. Inga underarter finns listade i Catalogue of Life.